# Шёблад, Карл Георг
Карл Георг Шёблад (швед. Carl Georg Siöblad, 2 ноября 1683 — 1 сентября 1754) — шведский военно-морской и государственный деятель. Сын Эрика Карлссона Шёблада.

## Биография
Начал на военную службу в звании лейтенанта в шведском Адмиралтействе в 1699 году. Быстро продвинулся по службе, став адмиралом.
В качестве командира дивизии флота 27 июля 1720 года при Гренгаме атаковал российскую эскадру под командованием М. М. Голицина. Из-за своей опрометчивости Шёблад потерпел поражение.
В 1734—1740 годах — губернатор округа Блекинге.
В 1740—1754 годах — губернатор округа Мальмё и командующий в провинции Сконе.